# Petroica archboldi
Petroica archboldi е вид птица от семейство Petroicidae.

## Разпространение
Видът е разпространен в Индонезия.